# Вилијам Линдзи Грешам
Вилијам Линдзи Грешам (Балтимор, 20. август 1909 — Њујорк, 14. септембар 1962) био је амерички романописац и аутор нефикције посебно цењен међу читаоцима ноара. Његово најпознатије дело Алеја ноћних мора (1946), је адаптирана за филм 1947. и 2021. године.

## Живот и каријера
Грешам је рођен у Балтимору, Мериленд . Као дете, преселио се са породицом у Њујорк, где је постао фасциниран представом на Кони Ајленду. По завршетку средње школе Еразмус Хол у Бруклину 1926. године, Грешам је мењао послове и радио као фолк певач у Гринич Вилиџу.
Његови родитељи су се развели када је имао 16 година. Његов први брак такође је окончан разводом, као и други са старлетом из Њу Џерсија који се распао после девет година, када се вратио у Америку, огорчен искуствима живота у Шпанији. Године 1937, Грешам је радио као лекар добровољац за бригадu Абрахам Линколн током Шпанског грађанског рата. Тамо се спријатељио са Џозефом Данијелом „Доком“ Халидејом, и њихови дуги разговори инспирисали су велики део његовог рада, посебно Грешамове две књиге о америчком карневалу Monster Midway и Nightmare Alley.
Вартио се у САД 1939. године, након животно лошег периода који је укључивао боравак на одељењу за туберкулозу и покушај самоубиства, Грешам је нашао посао уређујући часописе о истинитим злочинима. Године 1942. Грешам се оженио Џој Дејвидмен, песникињом, са којом је имао двоје деце, Дејвида и Дагласа.
Године 1946. објавио је Алеју ноћних мора, свој први и најуспешнији роман. Права за филм је откупио Холивуд за 60.000 долара и од њега је снимљен истоимени филм 1947. са Тајроном Пауером у главној улози. Грешам и Дејвидман су се преселили у пространу кућу са четрнаест соба у Стаатсбургу у Њујорку.
Грешам је био неверан муж  иалкохоличар.  Његова супруга Дејвидман била је јеврејска атеисткиња. Она је временом постала љубитељка рада К. С. Луиса, што је на крају довело до њеног преласка на хришћанство.Међутим, пар се финансијски мучио и Грешам је имао проблема са пореском пореских проблема још много година. Дејвидман се жалио пријатељима на често опијање, серијско неверство, па чак и на повремене ерупције насиља. У то време Грешам се такође заинтересовао за Дијанетику, књигу за самопомоћ из 1950. писца научне фантастике Л. Рона Хабарда. Иако је био рани симаптизер сајентологије, касније ју је осудио као још једну врсту сабласног рекета.
Дејвидман је продала кућу да би отплатила дуговања Пореској служби и преселила се у Енглеску са децом. Касније се удала за Луиса, њихова веза је била инспирација за представу и филм Shadowlands.
Грешам се придружио Анонимним алкохоличарима и развио дубоко интересовање за спиритуализам, након што је већ разоткрио многе лажне технике популарних спиритуалиста у своје две књиге на тему споредних емисија и написао књигу о Худинију уз помоћ познатог скептика Џејмса Рендија. Двадесет четири његова чланка и приче о сајмовима, сабласним емисијама и продавачима поново су објављена 2013. као Гриндшоу: Изабрани списи Вилијама Линдзија Грешама.

## Смрт
Године 1962. Грешамово здравље је почело да се погоршава. Почео је да слепи и дијагностикован му је рак језика. 14. септембра 1962. пријавио се у хотел Дикси на Менхетну — који је често посећивао док је писао „Алеју ноћних мора“ више од једне деценије раније. Тамо је 53-годишњи Грешам одузео себи живот конзумирањем превелике дозе таблета за спавање. Његова смрт је углавном прошла незапажено од стране њујоршке штампе, изузев што га је поменуо један бриџ колумниста. У његовом џепу пронађене су визит карте на којима је писало „Нема адресе. Нема телефона. Нема посла. Нема новца. Пензионисан.“

## Дела
- Nightmare Alley (1946); London : Raven Books, 2020.  978-1-5266-2849-7.; aus dem Amerikanischen von Christian Veit Eschenfelder und Anja Heidböhmer, Leipzig : Festa, März. 2022.  978-3-86552-713-4.
- Limbo Tower (1949)
- Monster Midway: An Uninhibited Look at the Glittering World of the Carny (1954)
- Houdini: The Man Who Walked Through Walls (1959)
- The Book of Strength: Body Building the Safe, Correct Way (1961)
- Grindshow: The Selected Writings of William Lindsay Gresham, edited by Bret Wood (2013)[7]